# Kaçanik
Kaçanik (albanisch auch Kaçaniku, serbisch Качаник Kačanik) ist eine Stadt im südöstlichen Kosovo und Hauptsitz des übergeordneten Gemeindeverbandes.

## Geographie

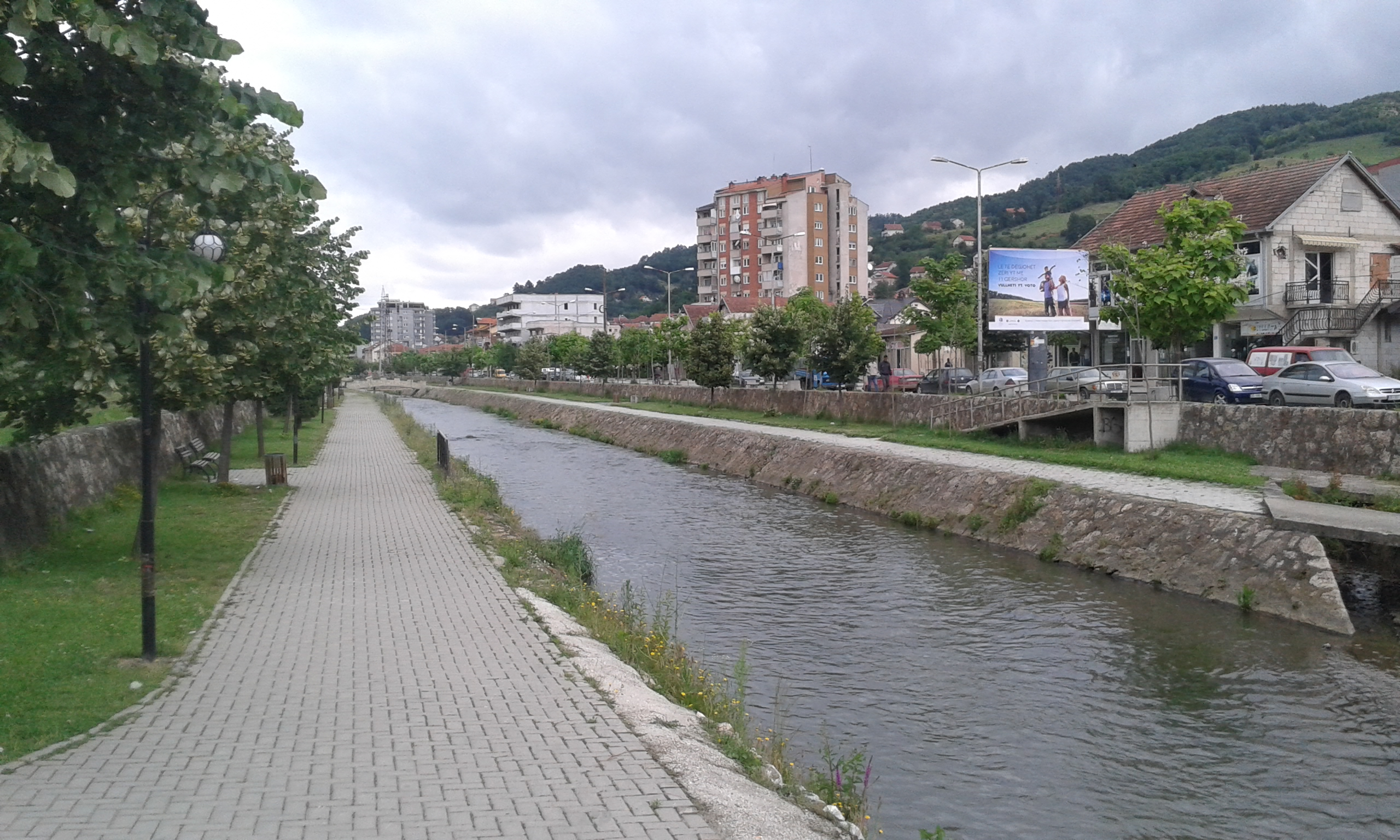
Der durch Kaçanik fließende Fluss Lepenac

Kaçanik liegt im südlichsten Teil der Amselfeld-Ebene, weiter südlich erhebt sich das als Skopska Crna Gora oder Karadak bezeichnete Gebirge, in welchem auch die Grenze zu Nordmazedonien verläuft. Die nordmazedonische Hauptstadt Skopje ist von Kaçanik aus etwa 30 Kilometer entfernt, die Hauptstadt des Kosovo Pristina ist im Norden knapp 50 Kilometer von Kaçanik entfernt. Näher gelegene Städte sind Ferizaj etwa 20 Kilometer nördlich sowie Han i Elezit 10 Kilometer südlich.
In Kaçanik vereinigen sich die Flüsse Lepenac, der aus der Šar Planina nordwestlich kommt, und Nerodimka, dessen einer Arm von Norden her kommt. Der Fluss fließt als Lepenac weiter Richtung Süden in den Vardar in Mazedonien.
Benachbarte Ortschaften Kaçaniks sind im Norden Runeva, in den Bergen im Osten Drenusha und Nikaj, im Süden Llanishta und im Westen auf der anderen Seite des Lepenac Bob. 
Nahe Kaçanik (weiter westlich hinter der Ortschaft Bob) verläuft die Autobahn R6.

## Geschichte
Erste Beweise für die Existenz von frühen Siedlungen fand man in den 1980er Jahren, dabei stieß man beim Bau eines Einkaufszentrums auf ein Grab mit einer Inschrift aus dem 2. Jahrhundert. Der Fund befindet sich jetzt im Kulturhaus der Stadt.
Als Gründer der heutigen Stadt gilt Koxha Sinan Pasha im 16. Jahrhundert. Koxha Sinan Pasha baute eine Moschee, die heute noch vorhanden ist; eine Schule; zwei Gasthäuser; einen Hamam; eine Burg und mehrere Mühlen am Fluss Lepenc. Die Stadt war bis 1891 Teil des Sandschak Skopje, im Vilâyet Kosovo.

## Bevölkerung
2011 zählte die Ortschaft Kaçanik zur Volkszählung 10.393 Einwohner. Von ihnen waren 10.369 (99,77 %) Albaner, zehn Bosniaken und fünf Roma, jeweils ein Serbe und Türke und vier gaben eine abweichende Ethnizität an.
| Zensus    | 1948 | 1953 | 1961 | 1971 | 1981 | 1991 | 2011   |
| --------- | ---- | ---- | ---- | ---- | ---- | ---- | ------ |
| Einwohner | 2094 | 2275 | 2923 | 4513 | 6629 | 9800 | 10.393 |

## Verkehr

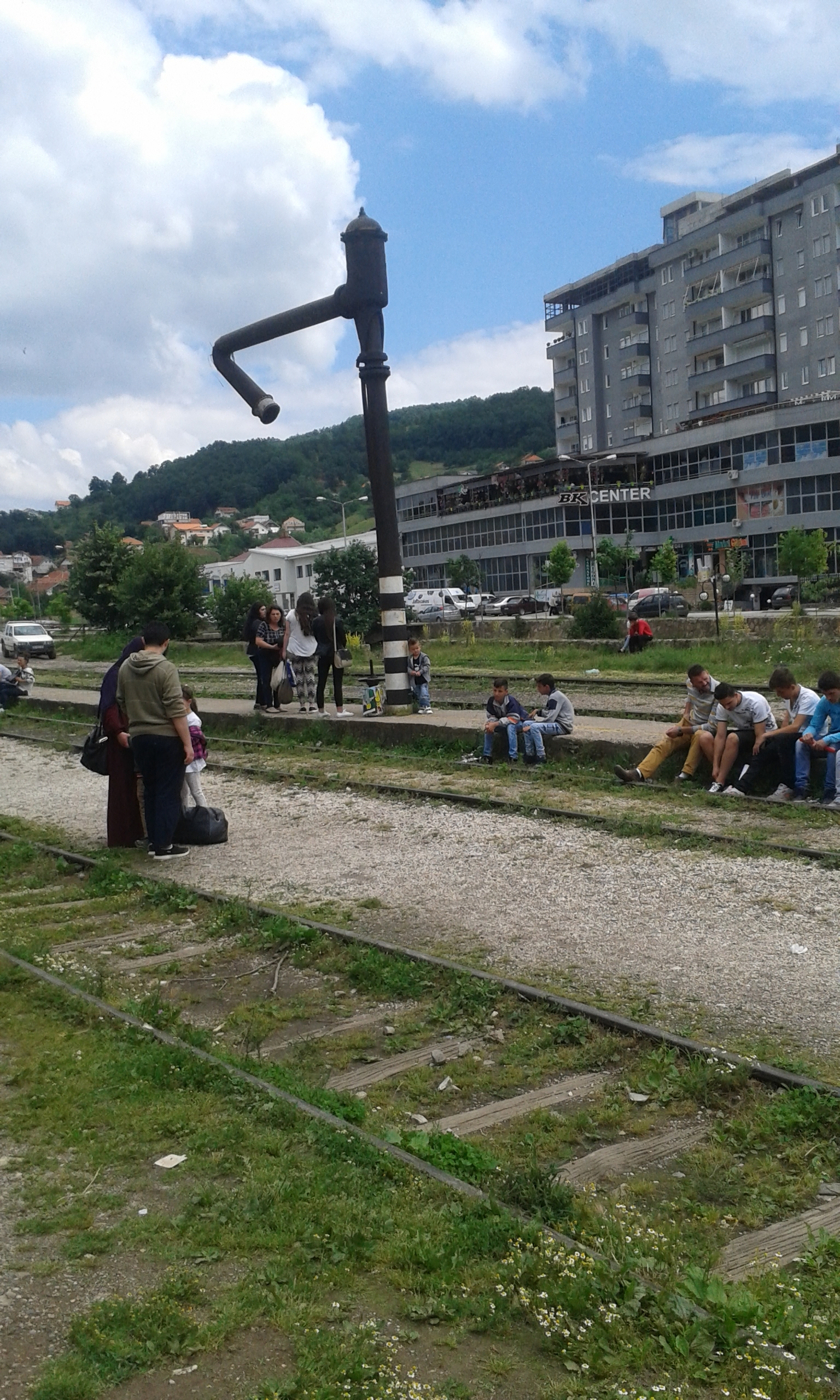
Bahnhof in Kaçanik

Kaçanik befindet sich 50 Kilometer südöstlich der Hauptstadt Pristina an dessen Straßenverbindung nach Skopje. Die Stadt besitzt zudem einen Bahnhof an der Nord-Süd-Hauptverbindung der Trainkos von Fushë Kosova nach Thessaloniki (Baujahr 1879). Zwischen Fushë Kosova und Hani e Elezit verkehren täglich je zwei Passagierzüge pro Richtung.
Die Autostrada R 6 verbindet die Hauptstadt Pristina mit der mazedonischen Hauptstadt Skopje die über Kaçanik verläuft. Die Länge der Gesamtstrecke beträgt 60 Kilometer.

## Persönlichkeiten
- Berat Luzha (* 1953), Politiker (PDK)
- Lutfi Zharku (* 1962), Politiker (LDK)
- Avni Tafili (* 1978), Theologe und Schriftsteller
- Ag Apolloni (* 1982), Schriftsteller und Hochschullehrer
- Lavdrim Muhaxheri (1989–2017), islamistischer Terrorist
- Ismail Morina (* 1990), Fußballspieler